# Harpactea strandjica
Harpactea strandjica este o specie de păianjeni din genul Harpactea, familia Dysderidae, descrisă de Dimitrov, 1997.
Este endemică în Bulgaria. Conform Catalogue of Life specia Harpactea strandjica nu are subspecii cunoscute.